# گونمردی
گونمردی، روستایی در دهستان بیابان بخش مرکزی شهرستان سیریک استان هرمزگان ایران است. این روستا مرکز دهستان بیابان است.

## جمعیت
بر پایه سرشماری عمومی نفوس و مسکن در سال ۱۳۹۵، جمعیت این روستا برابر با ۱٬۴۶۱ نفر (۳۰۵ خانوار) بوده‌است.